# Love Bites (So Do I)
Love Bites (So Do I) è un singolo del gruppo musicale statunitense Halestorm, il primo estratto dall'album The Strange Case Of... nel 2012.

## Il brano
Il brano è musicalmente molto più aggressivo di qualsiasi altra cosa pubblicata precedentemente dal gruppo. Si contraddistingue per i suoi riff di chitarra rapidi e pesanti. I membri del gruppo hanno dichiarato di essere stati ispirati dalla loro cover del brano Slave to the Grind degli Skid Row (registrata per Reanimate: The Covers EP) e dai Lamb of God. Lzzy Hale ha inoltre citato durante un episodio di That Metal Show le influenze di band thrash metal come Megadeth e Anthrax.
La canzone è stata premiata con il Grammy Award alla miglior interpretazione hard rock/metal nel 2013.
Nel 2015 è stato inserito tra i brani del videogioco musicale Guitar Hero Live.

## Video
Il video musicale del brano, diretto da Jeremy Alter, è girato interamente in bianco e nero. Mostra inquadrature del gruppo e di Lzzy Hale che suonano.

## Tracce
CD singolo promo USA
1. (Love bites (So Do I) – 3:11 (Lzzy Hale, David Basset)

## Formazione
Halestorm
- Lzzy Hale - voce, chitarra, piano
- Arejay Hale - batteria, percussioni, cori
- Joe Hottinger - chitarra, cori
- Josh Smith - basso, cori

## Classifiche
| Classifica (2012)             | Posizione massima |
| ----------------------------- | ----------------- |
| Stati Uniti (mainstream rock) | 2                 |
| Stati Uniti (rock)            | 16                |